# Palma Violets
Palma Violets fue una banda británica de Lambeth, Londres. La banda se formó en 2011, basada en la asociación musical de los líderes Samuel Fryer y Chilli Jesson.
La producción musical de la banda es principalmente en el género indie rock, con algunas influencias garage rock y psicodélica. El primer sencillo de Palma Violets, «Best of Friends», fue votado como la canción del año NME para 2012, y su álbum debut 180 se lanzó el 25 de febrero de 2013.
Al igual que The Libertines, la banda ganó una gran base de fanes en línea antes del lanzamiento de su primer sencillo, con múltiples videos en vivo de sus conciertos que fueron subidos por los fanes. La banda está firmada para Rough Trade Records. Palma Violets apareció en la gira de los Premios NME 2013, junto con Kane Kane, Django Django y Peace. Desde entonces, han sido fuertemente promovidos por NME y han aparecido en numerosas ediciones de revistas.
El 9 de diciembre de 2012, BBC anunció que la banda había sido nominada para la encuesta Sound of 2013.

## Biografía
Palma Violets fue formada por el bajista / vocalista Alexander "Chilli" Jesson, el guitarrista/vocalista Samuel Thomas Fryer, el teclista Jeffrey Peter Mayhew y el baterista William Martin Doyle (no debe confundirse con East India Youth). El 10 de enero, la banda estrenó su canción «Step Up for the Cool Cats» en BBC Radio 1. Habiendo sido seleccionado como Hottest Record in the World de Zane Lowe, Steve Mackey - la canción producida fue lanzada en iTunes poco después; sirviendo como el segundo sencillo que se tomará de 180 luego del debut debutante de Rory Attwell, y ganador del 'Track of the Year 2012' de NME, «Best of Friends».
El 16 de febrero, la banda estrenó la canción «Danger in the Club» en la BBC Radio 1. Al día siguiente, anunciaron el lanzamiento de su nuevo álbum «Danger in the Club», producido por John Leckie se lanzará el 4 de mayo a través de Rough Trade Records.
En diciembre de 2015, la banda lanzó una canción navideña llamada «Last Christmas on Planet Earth» con un lanzamiento en vinilo de 7" que presentó en el lado B una versión de «All the Garden Birds», cantada por The Rhythm Studio Kids Choir.
Tras el lanzamiento de Danger in the Club, hubo un silencio notable de la banda en las redes sociales que llevó a la especulación de que la banda se había separado. Esto fue confirmado en una entrevista por Matt Wilkinson con el guitarrista Sam Fryer el 11 de julio de 2018. Todos los miembros del bar Alexander "Chilli" Jesson de Palma Violets están actualmente en una nueva banda llamada Gently Tender con Celia Archer de The Big Moon. Sobre el asunto, señaló: «No nos peleamos ni nada por el estilo. Simplemente cambiamos como personas. Teníamos 18 años cuando empezamos la banda y todo es muy fácil de poner en la misma página, escribe el mismo tipo de música». el momento. Mientras que cuando llegas a 24 después de 5 años de gira, creo que te conviertes en personas diferentes y, naturalmente, seguimos adelante».

## Discografía

### Álbumes de estudio
- 180 (2013)[8]
- Danger in the Club (2015)

### EPs
- Invasion of the Tribbles (2013)[9]

### Sencillos
- «Best of Friends»/«Last of the Summer Wine»[10] (2012)
- «Step Up for the Cool Cats»[11] (2013)
- «We Found Love» (2013)
- «Danger in the Club» (2015)
- «English Tongue» (2015)
- «Peter And The Gun» (2015)
- «The Jacket Song» (2015)
- «Last Christmas on Planet Earth» (2015)
- «Coming Over To My Place» (2016)
- «Matador» (2016)
- «Secrets Of America» (2016)

## Filmografía
| Año  | Show de televisión          | Presentación                                                 | Descripción            |
| ---- | --------------------------- | ------------------------------------------------------------ | ---------------------- |
| 2012 | Later... with Jools Holland | «Best of Friends» «Last of the Summer Wine» & «Tom the Drum» | Series 41, Episodio 10 |

## Premios y nominaciones
| Año  | Organización        | Premio                            | Trabajo         | Resultado |
| ---- | ------------------- | --------------------------------- | --------------- | --------- |
| 2012 | BBC                 | Sound of 2013                     | Desconocido     | Nominado  |
| 2012 | NME Awards          | 50 Best Tracks of 2012            | Best of Friends | Ganador   |
| 2013 | NME Awards          | Best New Band                     | Desconocido     | Ganador   |
| 2013 | Q Awards            | Best New Act                      | Desconocido     | Nominado  |
| 2014 | NME Awards          | Best British Band                 | Desconocido     | Nominado  |
| 2014 | NME Awards          | Best Live Band                    | Desconocido     | Nominado  |
| 2014 | Ivor Novello Awards | Best Song Musically and Lyrically | Best of Friends | Nominado  |